# Jules Carret
Jules Carret, né le  10 janvier 1844 à Aiguebelle et mort le 30 juillet 1912 à Chambéry (Savoie), est un médecin, prospecteur et homme politique français

## Biographie

### Famille et naissance
Jules Carret est né le 10 janvier 1844 à Aiguebelle. Un an plus tard, sa famille, composée de son père, Antoine Carret, et sa mère, Mariette Martin, ainsi que ses sœurs, Elizabeth et Joséphine, s’installe à Chambéry.
Elizabeth meurt en 1853, et Joséphine en 1860.

### Études et formation
Il est élève du collège de Chambéry jusqu’en 1839. Puis entre 1856 et 1857 il est inscrit à l’académie de marine de Gêne. Cela ne semblant pas lui convenir entre 1859 et 1860 il est à l’Académie d’armes savantes de Turin. Dans la foulée, il participe à l’expédition des Mille aux côtés de Garibaldi, et est blessé le premier octobre de cette même année à la bataille de Volturno. Il ne peut donc plus combattre.

### Jeunesse
À la suite de cet événement, il passe un an au lycée impérial Saint-Louis, entre 1862 et 1863 pour obtenir son bachot. Puis il fait des études de médecine à la Faculté de médecine de Paris entre 1863 et le 19 octobre 1869, où il est reçu docteur en médecine.
Durant ce temps d'étude, il profite de la vie étudiante et s’implique dans la presse. Il écrit notamment dans les journaux École de France, Rive Gauche, Critique et Courrier de France.
L’année suivante, en 1870 jusqu’en 1871, il participe à la première campagne des Chasseurs des Alpes dans la guerre franco-allemande en tant que chirurgien capitaine. C’est la même année où il revient s’installer à Chambéry.

## Activités

### Carrière politique

#### Mandats locaux
- 1870-1878 : conseiller municipal de Chambéry
- 1892-1906 : conseiller municipal de Chambéry

#### Mandats nationaux
- 1883-1889 : député de la Savoie

### Implication dans la presse
Il est le fondateur de plusieurs journaux :
- 1871 : L’indépendance de Savoie
- 1872-1873 : La Savoie Républicaine
- 1878-1884 : La Savoie Radicale
- 1895-1896 : Franc Parleur

### Prospection et la «Grotte à Carret»
Au début du XXe siècle, la France connait une véritable fièvre archéologique. En 1908, la commune de Chambéry accueille le Congrès Préhistorique de France. Jules Carret n'échappe pas à cette mode et s'y prend au jeu. Après plusieurs prospections, notamment dans les grottes de la Doria et de Challes, il finit par acheter une grotte présente sur la commune de Saint-Jean-d'Arvey, sous le col de la Doria. Ce prospecteur, d'un nouveau genre, se distingue de ses contemporains en entreprenant de faire construire une maison dans la grotte même. Cette bâtisse fut construite à même contre la paroi et a été dressée en ciment armé et en était accessible par une échelle en bois uniquement. Dès 1886, il s'y établira pour sept longues années suivant ses disponibilités offertes par sa fonction de député, avec un objectif, la découverte d'ossements néandertaliens. De cette aventure archéologique, il fit peu de découvertes à la hauteur des travaux entrepris. Déçu, il écrira sur l'un de ses cahiers de fouilles, le 12 juin 1891 : « Le dieu des fouilleurs n'existe pas ». Il faut souligner qu'en 1887, il mit au jour des ossements humains.
Pendant la Seconde Guerre mondiale, les forces allemandes, considérant la bâtisse comme susceptible d’accueillir des résistants, tirèrent un obus détruisant le troisième étage. Jules Carret avait envisagé d'y créer un musée avec le fruit de ses découvertes, ce qui fut le cas après la Seconde Guerre mondiale, où les quelques découvertes furent entreposées dans les 2 pièces de la maison. Les quelques découvertes sans surveillance furent vite rapatriées à Chambéry, victimes d'incivilités.

### Don et legs
Il a impulsé la création de la bibliothèque populaire de Chambéry en 1873.
Il fait des dons à la ville dès 1891. Il rédige son testament le 23 octobre 1903, et meurt le 30 juillet 1912.
Les livres et documents personnels qu’il a donnés se trouvent aujourd’hui principalement à la médiathèque Jean-Jacques Rousseau et aux Archives Départementales de Savoie, à Chambéry.

#### Concours des filles de Savoie
Son testament fait don d’un concours qu’il a créé, celui des “Filles de Savoie”, à la ville de Chambéry, dans le but qu’elle le perpétue. Si la ville refusait il avait prévu de le confier, dans l'ordre, à Annecy, Albertville, Aix-les-Bains et sa famille. Selon ses propres termes, ces concours ont pour but “d’encourager les filles à s’instruire le plus possible, surtout en matière de sciences, et à continuer leurs études le plus longtemps possible”. De plus, il précise que bien que des “notes peuvent être attribuées pour les qualités physiques”, celles-ci “ne pourront jamais valoir davantage” que les notes portant sur l’instruction. Il ajoute aussi que toute étude religieuse ne fera pas partie de ce qui peut être notée. Les concurrentes devaient être nées et domiciliées en Savoie. La gagnante est récompensée par un prix d’une valeur de dix mille francs. Des médailles d’or ou d’argent pouvaient être attribuées à celles dont la note se rapprochait le plus de la gagnante.

## Ses écrits
- Histoire d’une planète, 1864
- Explorations à la grotte de Challes, 1874
- Le déplacement polaire, 1876
- Preuve des variations de l’axe de la Terre, 1876
- Cause du déplacement polaire, 1877
- Les eaux potables de Chambéry, 1894
- Mémoires d’un médecin de marine, 1903
- Cinq preuves de l’inexistence de Dieu, 1907

#### Sources
- Conseil Municipal, (1912, 8 août), Testament de Jules Carret et frais de sépulture, Registre des délibérations du conseil municipal de la ville de Chambéry, Archives municipales de Chambéry, Chambéry, France
- Conseil Municipal, (1913, 24 juin), Legs Jules Carret, acceptation définitive, droits de mutation, Registre des délibérations du conseil municipal de la ville de Chambéry, Archives municipales de Chambéry, Chambéry, France
- Conseil Municipal, (1913, 29 septembre), Succession Jules Carret, règlement des droits de mutation et de diverses dépenses, Registre des délibérations du conseil municipal de la ville de Chambéry, Archives municipales de Chambéry, Chambéry, France
- Administration de l’enregistrement, des domaines et du timbre, (1913, 10 octobre), Succession de M. Jules Carret, n°118, Répertoire général : déclaration de succession, Archives départementales de la Savoie, Chambéry, France

#### Presse
- "Obsèques de M. Carret”, Le patriote Républicain de la Savoie, 1er août 1912, (Chambéry)
- “Conseil municipal de Chambéry : acceptation définitive du legs J. Carret”, Le patriote Républicain de la Savoie, 22 juin 1913, (Chambéry)

#### Ouvrages
- « Jules Carret », dans Adolphe Robert et Gaston Cougny, Dictionnaire des parlementaires français, Edgar Bourloton, 1889-1891 [détail de l’édition]
- Société savoisienne d’histoire et d’archéologie, Mémoires et documents, tome LIII (53), 1913, p.CDXL (440)

#### Articles en ligne
- Agnès Sandras , “Une « Bib’ pop’ » à Chambéry (1873-2009)”, Bibliothèques Populaires (Hypothèses), 21 février 2016, consulté le 27/05/2022
- Cécile Bétemps , “Hommage à un archéologue de son temps : Jules Carret (1844-1912)”, Les Dossiers du Musée Savoisien : Revue numérique, 2013